# 藻谷浩介
藻谷 浩介（もたに こうすけ、1964年〈昭和39年〉6月18日 - ）は、日本の地域エコノミスト。日本総合研究所調査部主席研究員、日本政策投資銀行地域企画部特別顧問（非常勤）。地域政党京都党政策顧問。山口県周南市出身。

## 経歴
山口県周南市（旧・徳山市）出身。1983年（昭和58年）山口県立徳山高等学校理数科卒業後、東京大学文科Ⅰ類入学。1988年（昭和63年）、東京大学法学部第1類（私法コース）卒業後、日本開発銀行（現・日本政策投資銀行）入行、営業第三部へ配属される。1990年（平成2年）に同行地域開発調査部へ異動、1992年（平成4年）に派遣留学でコロンビア大学経営大学院に入学。1994年（平成6年）にコロンビア大学経営大学院を修了、MBAとなる。
同年派遣出向として財団法人日本経済研究所 調査局研究員を務める。1997年（平成9年）には、日本開発銀行（現・日本政策投資銀行）情報･通信部 副調査役となり、1999年（平成11年）には同行地域企画部調査役に転ずる。2000年（平成12年）頃より、日本青年会議所まちなか創造推進委員会の年間アドバイザーや国土交通省地域振興局、中小企業総合研究機構、中心市街地活性化推進室等の委員、徳山JC、豊橋JC、常総JC等の年間アドバイザー、内閣府観光カリスマ百選選定委員会委員、山形県ふるさとアドバイザー、文部科学省生涯学習まちづくりモデル事業選定委員会委員など公職多数歴任するようになる。 日本政策投資銀行では、2003年（平成15年）に地域企画部参事役、2007年（平成19年）に地域振興部参事役となる。
2011年（平成23年）に発生した東日本大震災の後には、内閣官房で発足した東日本大震災復興構想会議専門委員会の委員や国土交通省社会資本整備審議会の臨時委員、また朝日新聞社が設立した「ニッポン前へ委員会」の委員も務めるようになった。2012年（平成24年）日本総合研究所調査部主席研究員となる。

## 人物・親族
- 3兄弟の次男（東京大学法学部卒業）。兄はスフィンクス・インベストメント・リサーチ代表取締役で国際エコノミストの藻谷俊介（東京大学教養学部卒業）。弟は魚竜の研究で知られる古脊椎動物学者の藻谷亮介（東京大学理学部卒業）[2]。兄の妻は経営エッセイストで「巴創業塾」主宰の藻谷ゆかり（東京大学経済学部卒業）。
- プロ野球・広島東洋カープのファンである[3]。

## 主張

### まちづくりの考え方
開通している日本の鉄軌道（JR・民鉄・公営交通）全線を完乗（2007年3月現在）。ただ乗ることに興味があるわけではなく、鉄道というシステムやどんな人が乗っているのかに興味がある。また、都市の起源や歴史、盛衰に関しての興味を持ち、受験生時代には受験科目に関係ない「地理」の独学に励み、すでに出身地である山口県・中国地方での高速道路や鉄道整備によるストロー現象を発見していたという。全国の都市への訪問はそうした好奇心が動機となって始まったものであり、当初はほとんどが私費旅行であったという。この経験がまちづくりの考え方の原点になっている。
全国各地に無数の定点観測点を持ち、市町村関係の最新の統計数字や地域特性を踏まえた上で分析するのが最大の特徴である。地域経済、観光、人口動態を詳細に調査し、全国各地で年間400回以上の講演会をこなしている。
藻谷は日本全国のほとんどの都市を旅行した経験から、現地を歩いて回り、また市町村関係の統計数字や地域特性を詳しく把握した上で、その都市の抱える問題点を分析し、現場の実例も紹介しながらその都市の中心市街地活性化などまちづくりのあり方を提言している。その主張の特徴は、生産人口が激減する時代の大きな変わり目にあっても、なおバブル時代に夢みた高地価を前提にまちづくりを考えていては、失敗は避けられないことを看破した点にある。
中心市街地に必要な要素は、まず人が住んでいること、次に職場があること、それから公共施設あるいは病院といったコミュニティー機能があることであり、最後に商業があることであるとする。これには、いたずらに住居を郊外に建設するなどの、深刻なスプロール化を広げた開発手法を改めるだけではなく、地権者が率先して家賃を下げて新しい住民の受け入れ可能な仕組みをつくること。商売を続ける意欲がない商店主は、割り切って若者が新しい商売ができるように譲り渡すことが大切であると主張している。

### 里山資本主義
「里山資本主義」は藻谷とNHK広島取材班の造語である。2013年7月に発売された『里山資本主義 日本経済は「安心の原理」で動く』が反響を呼び、発売3ヶ月で16万部を突破、作家の佐藤優や歌手の加藤登紀子が推薦し、首都圏だけでなく本の舞台となった中国山地など全国でよく売れた。2014年の時点で、日本の貿易赤字を悲観している。また、日本は、1人当たりのGDPが世界20位以内の水準であり、失業率も先進国で最低水準であるため、経済成長という刹那的な「マネー資本主義」に走ってはならないとしている。
藻谷が唱える里山資本主義は、「マネー資本主義」の対義語として作られた。「お金が乏しくなっても水と食料と燃料が手に入り続ける仕組み、いわば安心安全のネットワークを、あらかじめ用意しておこうという実践」である。藻谷は安心のネットワークとお金が地域内を循環するのが「さとやま」であり、これが未来をつくるサブシステムであると述べている。ただし、里山資本主義は、マネー資本主義の否定では決してなく、都会よりも田舎暮らしのほうがいいという単純な話ではないとしている。また、藻谷は「里山資本主義の考え方は、現在のマネー経済だけでなく、日本社会が抱える地域の過疎化、少子化と急激な高齢化という問題を克服する可能性も秘めている」と述べている。
藻谷は「普通に真面目で根気のある人が、手を抜きながら生きていける社会が、里山にはある。里山の暮らし方は世界に通用する」と述べている。

### 『デフレの正体』
藻谷は、アジアの人口成熟問題に注力しており、日本経済低迷の原因として人口動態の変化に重きを置いている。2010年6月に出版された著書『デフレの正体』は、中央公論新社が主催する『新書大賞2011』の2位に選ばれる。経済学者らが選んだ2010年の『ベスト経済書』3位となり、販売部数も50万部を超えた。
その主張は、15-64歳の生産年齢人口が1996年を境に縮小しはじめ、好景気下でも内需縮小が避けられないという点にある。藻谷は「エネルギー価格が上がり始めたのが1995、96年。日本の生産年齢人口が減り始めたのもちょうど同じころで、それらが重なったことにより、日本企業はエネルギー価格上昇を商品価格には転嫁せず、団塊の世代が高齢化で労働市場から退出するのに合わせて、人件費の総額を減らすという方向で調整した」と述べている。 また『実測　ニッポンの地域力』で主張されているが、東京を中心とする大都市は元気で地方は衰退といった見方も一面的で、実態としては首都圏のジリ貧も明らかだとしている。
高齢者の激増と生産年齢人口の縮小という当面避けられない現実にたいして、インフレ誘導や公共投資といった従来型の政策は成果を上げていない。発想を変えなければならないとし、高齢富裕層から若者への所得移転、女性就労と経営参加、外国人観光客・短期定住者の受入を提言し、とくに年金について、高所得者が高額の年金を貰える現在の仕組みを変え、生年別共済や、生活保護の充実を主張している。子どもと生産年齢人口が減り、高齢者が激増するという中期的には確度の高い予測から説きおこし注目を集めたが、「『景気さえ良くなれば大丈夫』という妄想が日本をダメにした」といった挑戦的な言い方は反発も呼んだ。
藻谷自身が後から語ったところによれば、「デフレ」の意味は、耐久消費財などの個別品目の価格の下落を意味しているという。これは従来のデフレの定義とは著しく乖離した藻谷独自の定義である。藻谷は「これは反マクロ経済学の本である」というような批判・論評されて驚いたと述べており、「デフレの原因が人口減少であると述べるとは、マクロの勉強不足も甚だしい」と批判されるが、述べていないことを批判されても困ると述べている。また藻谷はこの本は、学術論争を意図したものではないとしている。

## トラブル

### ブログでの名誉棄損裁判
2011年5月、ブログのコメント欄への書き込みで名誉を傷つけられたとして、札幌市在住の高校教諭の男性が藻谷に対して60万円の損害賠償を求めた。訴状によると、男性は2010年7月、自身のブログで藻谷の著書『デフレの正体』について「経済学的にみて間違いがある」とする批評を掲載、発行元の角川書店に通知した。その後、藻谷が「三面等価なんて、資産が腐る世界では意味がない、そのことをわかって使っていますか」「あたまでっかち」「自慢できるのは理論だけ」「死んで子供に財産でも残せ」などとブログコメント欄に書き込んだことにより精神的苦痛を与えたとしている。
裁判では「男性がブログ上で『デフレの正体』を批評したことに対する藻谷の「早く死んで子供に財産を残せ」としたコメントが、名誉毀損に当たるかどうかが争われた。
2011年9月21日、札幌地裁の石橋裁判官は、「コメントは学問上の論評を超え、ことさら男性を侮辱するもので不法行為が成立する」と指摘、藻谷の「経済学的な論争で、名誉を傷つけられたことへの反論」とした主張を退け、藻谷に10万円の支払いを命じた。後日、この判決が確定した。

### NEXCO東日本への訂正・謝罪
2016年8月28日付北海道新聞「寒風温風」欄にて、藻谷はJR北海道の路線廃止問題に関し「道路こそ金食い虫」として、「JR北海道の2015年度の修繕費は、営業赤字の4分の3に当たる314億円。対して、東日本高速道路（ネクスコ東日本）は、道内の高速道路（有料区間）の修繕に3倍の959億円をかけている。距離1キロ当たりで計算してみると、高速道路の維持経費は鉄道の10倍以上だ。除雪や修繕の必要な面積が広く、レールより摩耗が早いアスファルトを使う道路の方が、鉄道よりはるかに金食い虫なのである。高速道路の有料区間は首都圏から北海道までが同じ会社なので、道内の経費が本州の黒字でカバーされ見えなくなっているだけだ。」と述べ、「鉄道と同じ土俵で比べれば、道路こそ大赤字なのだ。」とし、JR北海道への公費投入を主張した。
しかし、2017年2月26日付北海道新聞「寒風温風」欄にて、「ところで、前回の当欄で「道内の高速道路（有料区間）の修繕費は959億円。距離1キロ当たり1億4千万となり、JR北海道の10倍以上」と書いたが、ネクスコ東日本より「修繕費は119億円」とのご指摘があった。1キロ当たり1700万円となり、JR北海道の水準（1200万円）の1.4倍となる。また「道内高速道路の経費は本州からの黒字でカバーされている」と書いたが、「道内の有料高速道路区間は、料金収入が管理費を310億円程度上回っており黒字」とのことであった。遅まきながら数字を訂正させていただくとともに、ネクスコ東日本および読者の皆様に深くおわびしたい。」と訂正・謝罪した。

## 著作

### 単著
- 『ニッポンの地域力』日本経済新聞出版、2007年9月1日。ISBN 978-4532352622。
- 『デフレの正体 経済は「人口の波」で動く』KADOKAWA、2010年6月11日。ISBN 978-4047102330。
- 『藻谷浩介対話集 しなやかな日本列島のつくりかた』新潮社、2014年3月18日。ISBN 978-4103353713。
- 『和の国富論』新潮社、2016年4月22日。ISBN 978-4103353720。
- 『世界まちかど地政学 90カ国弾丸旅行記』毎日新聞出版、2018年2月23日。ISBN 978-4620324999。
- 『世界まちかど地政学NEXT』文藝春秋社、2019年4月25日。ISBN 978-4163910147。

### 共著
- （共著:山崎亮）『藻谷浩介さん、経済成長がなければ僕たちは幸せになれないのでしょうか?』学芸出版社、2012年7月7日。ISBN 978-4761513092。
- （共著:山田桂一郎）『観光立国の正体』新潮社、2016年11月16日。ISBN 978-4106106927。
- （共著:寺本英仁）『東京脱出論』ブックマン社、2020年11月23日。ISBN 978-4893089366。

### 編著
- （編著:日本政策投資銀行）『海外の中心市街地活性化』日本貿易振興会、2000年5月1日。ISBN 978-4822408824。
- （編纂:日本政策投資銀行地域企画チーム）『中心市街地活性化のポイント』ぎょうせい、2001年12月1日。ISBN 978-4324067253。

### 監修
- 『進化する里山資本主義』ジャパンタイムズ出版、2020年4月25日。ISBN 978-4789017633。